# 1+2=Paradise
1+2＝Paradise (Ichi tasu Ni wa Paradaisu) é um mangá de Junko Kamimura. A história foi adaptada para dois OVAs.
O mangá foi publicado pela Kodansha de 1989 a 1990 e relançado pela Shobunkan de 1994 a 1995.

## História
A história se centra no filho de ginecologistas Yusuke Yamamoto. Quando ele era criança, ele foi quase castrado por duas vizinhas, motivo pelo qual ele tem medo de mulheres. Também quando criança, ele salvou duas irmãs gêmeas de um cachorro, fazendo-as crescerem com o sonho de que uma delas vire a esposa de Yusuke. No começo da história, elas aparecem na casa de Yusuke e o pai dele resolve fazer com que elas morem junto com eles, com a esperança de curar a fobia de Yusuke.

## Mangá
O mangá foi publicado pela Kodansha em 1989 e em 1990, sendo relançados pela Shobunkan em 1994 e 1995.

## Personagens
- Yuusuke Yamamoto
  - Voz de: Kappei Yamaguchi

- Yuka Nakamura
  - Voz de: Riyako Nagao

Heroína principal da história.
- Rika Nakamura
  - Voz de: Chieko Honda

Segunda heroína da história.
- Yuusuke's Father
  - Voz de: Takashi Tomiyama

Possui uma clínica de ginecologia.

## Lista de episódios
| # | Título                                                                                     | Estreia                 |
| - | ------------------------------------------------------------------------------------------ | ----------------------- |
| 1 | "Aqui, ali, pudim, pudim" "あっちもこっちもプリンプリン"                                   | 23 de fevereiro de 1990 |
| 2 | "Confronto! Irmãs Momoiro contra abelha rainha lasciva" "対決！桃色姉妹Ｖ．Ｓ．好色女王蜂" | 27 de abril de 1990     |